# اونرا آملیا مریت-هاکس
اونرا آملیا مریت-هاکس (به انگلیسی: Onera Amelia Merritt-Hawkes)؛ متولد ۱۵ فوریه ۱۸۷۷ در نیویورک سیتی، درگذشت ۱۹ ژوئیه ۱۹۵۱ در خانهٔ سالمندان چلتنهام. او در اواخر عمر خود نام مستعار مری واتسون را اختیار کرد.

## زندگی
اونرا در کودکی علاقهٔ شدیدی به مطالعه داشت و در حدود ۱۳ سالگی به مدرسه شبانه‌روزی در نزدیکی لندن رفت. واضح است که این تجربه شکل دهنده شخصیت او بود. او پس از تحصیل در انگلستان ساکن شد. رویاهای کودکانه برای تبدیل شدن به یک بازیگر بزرگ را به نفع تحصیل علم کنار گذاشت. او در سخنرانی‌های جامعهٔ فابیانیسم در لندن شرکت می‌کرد. او تحصیلات خود را ادامه داد و مدرک کارشناسی، و کارشناسی ارشد در جانورشناسی را اخذ کرد، او سپس با یک جراح دندان اهل بیرمنگام ازدواج کرد. در واقع او دو بار با ریچارد جان جیمز هاکس ازدواج کرد، یک بار در یک مراسم مدنی در بیرمنگام (۱۹۰۱) و بار دیگر در یک کلیسای لندن (1904). حاصل این ازدواج سه فرزند بود که یکی از آن‌ها دختری به نام الیزابت هاکس بود. از سال ۱۹۳۰ به روزنامه‌نگاری روی آورد و به تمام اروپا، شوروی، ایران و آمریکا سفر کرد و خاطرات خود را انتشار داد. هاکس در اواخر زمستان سال ۱۹۳۳ میلادی (۱۳۱۱ ه‍.ش) از شهر منچستر با کشتی باری که او تنها مسافر زن آن بود، به طرف ایران حرکت می‌کند و در ایران از شهرهای بوشهر، شیراز، اصفهان، یزد، کرمان، قم، تهران و شمال ایران بازدید می‌کند.
وی در کتاب خاطراتش به ایران با نام «ایران؛ افسانه و واقعیت»، قصه بالارفتنش از منار مسجدجامع عباسی اصفهان را چنین نقل نموده است: به قصد بازدید از تعمیرات مناره زیبایی که از سمت بیرون مسجد شروع به ریزش کرده بود، از پلکان آن بالا رفتیم. اصفهان با خانه‌های تیره‌رنگ،‌ درختان سرسبز و دشت پرحاصلی که پیرامون 
آن بود، زیر پایمان قرارگرفته بود.

## انتشارات
او سه کتاب دربارهٔ زندگی و سفر به استافوردشایر، ایران و مکزیک نگارش و منتشر کرد. در کتاب اول، او محل اقامت خانواده‌اش را در کلبه‌های روستایی بیرمنگام توصیف کرد، و به طرز دلپذیری از منطقه کینور و همسایگانش که شامل آخرین غارنشینان انگلستان بودند، نوشت. اما او جزئیات بسیار کمی در مورد زندگی خود در کتاب‌هایش ارائه کرد.
با عنوان اونرا آملیا مریت-هاکس:
(۱۹۲۴) کلبه‌های اشتراکی. لندن، ویلیامز و نورگیت با مسئولیت محدود [خاطرات روستایی]
(۱۹۳۵) ایران: افسانه و واقعیت. لندن، ایور نیکلسون و واتسون با مسئولیت محدود [سفرنامه]؛ این کتاب توسط محمدحسین نظری‌نژاد، محمدتقی اکبری و احمد نمایی در سال ۱۳۶۸ به فارسی ترجمه و منتشر شده‌است. و در سال ۱۳۷۱ توسط بنیاد پژوهشهای اسلامی آستان قدس رضوی تجدید چاپ شده‌است.
(۱۹۳۶) بر فراز مکزیک. لندن، ایور نیکلسون و واتسون با مسئولیت محدود [سفرنامه]
در نقش مری وستون:
(۱۹۴۴) دوست من آمریکا. لندن، شرکت مطبوعات با کیفیت. [سفرنامه]
(۱۹۴۵) ادغام جریان‌ها. لندن، شرکت مطبوعات با کیفیت. [رمان]
(۱۹۴۹) یک کودک آمریکایی. لندن. شرکت آلن وینیگت (ناشر). [زندگی‌نامه]